# River Rats d'Albany
Les River Rats d'Albany sont une franchise professionnelle de hockey sur glace en Amérique du Nord qui évolue dans la Ligue américaine de hockey entre 1993 et 2010. L'équipe est basée à Albany dans l'État de New York.

## Historique
La franchise a été fondée sous le nom d'Islanders de Capital District en 1990 et jouait sur le campus du Rensselaer Polytechnic Institute. Auparavant à Albany évoluait une équipe de la Ligue internationale de hockey, les Choppers d'Albany (franchise qui n'a duré qu'une saison).
En 1993, les Devils du New Jersey vendent leur équipe affiliée, les Devils de l'Utica et décident de s'associer avec les Islanders. L'équipe change alors de nom et prend celui de River rats.
À la suite de cette association, les résultats de l'équipe sont très bons et ils arrivent à se qualifier pour les séries éliminatoires au cours de sept saisons qui vont suivre avec deux titres de division et une victoire en finale de la Coupe Calder en 1995, la même année, les Devils gagnent la Coupe Stanley. Depuis 1997-1998, les résultats sont en baisse et depuis 2000, ils ne se sont plus qualifiés pour les séries.
Le 22 mars 2006, les Devils annoncent qu'ils couperont les liens avec les River Rats à la fin de la saison 2005-2006 et choisissent de s'affilier à la franchise des Lock Monsters de Lowell (renommés Devils de Lowell). Malgré l'abandon par les Devils, les River Rats restent à Albany pour la saison suivante et s'associent par la suite à deux équipes de la LNH:
- les Hurricanes de la Caroline[3]
- l'Avalanche du Colorado[4]

Les River Rats déménagent à Charlotte fin 2010 pour devenir les Checkers de Charlotte pour la saison 2010-2011.

## Équipes affiliés
- Devils du New Jersey (1993-2006)
- Avalanche du Colorado (2006-2007)
- Hurricanes de la Caroline (2006-2010)

## Statistiques
| Saison    | PJ | V  | D  | N  | DP | DTB | BP  | BC  | Pts | Classement                    | Séries éliminatoires          |
| --------- | -- | -- | -- | -- | -- | --- | --- | --- | --- | ----------------------------- | ----------------------------- |
| 1993-1994 | 80 | 38 | 34 | 8  | -- | --  | 312 | 315 | 84  | 3e division nord              | Défaite en première ronde     |
| 1994-1995 | 80 | 46 | 17 | 17 | -- | --  | 293 | 219 | 109 | 1er division nord             | Vainqueurs de la Coupe Calder |
| 1995-1996 | 80 | 54 | 19 | 7  | -- | --  | 322 | 218 | 115 | 1er division centrale         | Défaite en première ronde     |
| 1996-1997 | 80 | 38 | 28 | 9  | 5  | --  | 269 | 231 | 90  | 1er division Empire State     | Défaite en troisième ronde    |
| 1997-1998 | 80 | 43 | 20 | 11 | 6  | --  | 290 | 223 | 103 | 1er division Empire           | Défaite en troisième ronde    |
| 1998-1999 | 80 | 46 | 26 | 6  | 2  | --  | 275 | 230 | 100 | 2e division Empire            | Défaite en première ronde     |
| 1999-2000 | 80 | 30 | 40 | 7  | 3  | --  | 225 | 250 | 70  | 4e division Empire            | Défaite en première ronde     |
| 2000-2001 | 80 | 30 | 40 | 6  | 4  | --  | 216 | 262 | 70  | Dernier division mid-atlantic | Non qualifiés                 |
| 2001-2002 | 80 | 14 | 42 | 12 | 12 | --  | 172 | 271 | 52  | Dernier division est          | Non qualifiés                 |
| 2002-2003 | 80 | 25 | 37 | 11 | 7  | --  | 197 | 235 | 68  | Dernier division est          | Non qualifiés                 |
| 2003-2004 | 80 | 21 | 39 | 11 | 9  | --  | 182 | 257 | 62  | Dernier division est          | Non qualifiés                 |
| 2004-2005 | 80 | 29 | 38 | 6  | 7  | --  | 198 | 248 | 71  | Dernier division est          | Non qualifiés                 |
| 2005-2006 | 80 | 25 | 48 | -- | 4  | 3   | 206 | 278 | 57  | Dernier division est          | Non qualifiés                 |
| 2006-2007 | 80 | 37 | 36 | -- | 4  | 3   | 246 | 258 | 81  | 4e division est               | Défaite en première ronde     |
| 2007-2008 | 80 | 43 | 30 | -- | 3  | 4   | 213 | 198 | 93  | 3e division est               | Éliminés au 1er tour          |
| 2008-2009 | 80 | 33 | 40 | -- | 3  | 4   | 73  | 219 | 258 | Dernier division est          | Non qualifiés                 |
| 2009-2010 | 80 | 3  | 29 | -- | 3  | 5   | 94  | 244 | 231 | 2e division est               | Défaite en deuxième ronde     |